# Quần đảo Shortland
 Shortland  là một nhóm các hòn đảo thuộc tỉnh Western (Tây), quốc đảo Solomon (Châu Đại Dương). Tên của quần đảo được đặt theo tên của John Shortland, quần đảo nằm phía Tây Bắc của đất nước Solomon, phía Nam đảo Bougainville, Papua New Guinea. Được ngăn cách với các hòn đảo còn lại của quần đảo Solomon bởi eo biển Bougainville. Hòn đảo lớn nhất trong quần đảo là đảo Shortland. Các hòn đảo khác bao gồm đảo Ovau,đảo Pirumeri, đảo Magusaiai, đảo Fauro, và đảo Ballale. Cả quần đảo bị Nhật chiếm đóng trong Chiến tranh thế giới II.
Đức tuyên bố chủ quyền của quần đảo thuộc về mình cho đến năm 1900.

## Trích nguồn
- Được dịch từ: http://en.wikipedia.org/wiki/Shortland_Islands